# Stella no Mahō
Stella no Mahō (ステラのまほう lit. La magia de Stella?) es una serie de manga yonkoma hecha por cloba.U, serializado en la revista seinen Manga Time Kirara Max de Hōbunsha desde la edición de octubre de 2012. Finalizó en diciembre del 2021 con un total de 10 volúmenes tankōbon. Una adaptación a serie de anime se emitió entre el 3 de octubre y el 19 de diciembre de 2016.

## Personajes
Tamaki Honda (本田 珠輝 Honda Tamaki?)
Seiyū: Maria Naganawa
Es la ilustradora y sucesora de teru (la antigua ilustradora y creadora del club). Tiene una personalidad tímida y amable, ella demuestra gran interés por el dibujo desde la infancia y cuando crea a sus personajes se avergüenza de mostrarlos. Su estilo de dibujo se caracteriza por ser masculino por su gusto hacia los hombres mayores y su interés por los mangas de chicos.
Shiina Murakami (村上 椎奈 Murakami Shiina?)
Seiyū: Rie Murakawa
Ayano Seki (関 あやめ Seki Ayano?)
Seiyū: Ari Ozawa
Kayo Fujikawa (藤川 歌夜 Fujikawa Kayo?)
Seiyū: Aoi Yūki
Yumine Fuda (布田 裕美音 Fuda Yumine?)
Seiyū: Ryouko Maekawa
Natsu Iino (飯野 夏 Iino Natsu?)
Seiyū: You Taichi
Haruma Seki (関 春馬 Seki Haruma?)
Seiyū: Akira Sekine

## Medios de comunicación

### Manga
Stella no Mahō es una serie de manga hecha por cloba.U, comenzó a publicarse en agosto de 2012 en Manga Time Kirara Max de Houbunsha y Finalizó en diciembre del 2021 con un total de 10 volúmenes Tankōbon

#### Volúmenes
| Núm. | Fecha de publicación    | ISBN                   |
| ---- | ----------------------- | ---------------------- |
| 1    | 26 de diciembre de 2013 | ISBN 978-4-8322-4388-0 |
| 2    | 25 de diciembre de 2014 | ISBN 978-4-8322-4511-2 |
| 3    | 27 de enero de 2016     | ISBN 978-4-8322-4658-4 |

### Anime
Una adaptación a anime se emitió desde el 3 de octubre hasta el 19 de diciembre de 2016. La serie será dirigida por Shin'ya Kawatsura y escrita por Fumihiko Shimo, con la animación de parte de Silver Link. Gran parte del personal de Non Non Biyori estará involucrado. El opening es "God Save The Girls" interpretado por Shino Shimoji. El anime será publicado en 4 volúmenes Blu-ray y DVD conteniendo 3 episodios cada uno.

#### Lista de episodios
| Núm. | Título                                                                                      | Fecha de emisión        |
| ---- | ------------------------------------------------------------------------------------------- | ----------------------- |
| 1    | "Punto de inicio" "Sutāto Chiten" (スタート地点)                                            | 3 de octubre de 2016    |
| 2    | "Diversión creativa" "Tanoshī Sōsaku" (たのしい創作)                                        | 10 de octubre de 2016   |
| 3    | "Objeto transmisor" "Densō Aitemu" (伝送アイテム)                                           | 17 de octubre de 2016   |
| 4    | "Aumento de habilidades" "Sukiru Appu" (スキルアップ)                                       | 24 de octubre de 2016   |
| 5    | "Cuenta abajo" "Kauntodaun" (カウントダウン)                                                | 31 de octubre de 2016   |
| 6    | "Venta de exhibición" "Sokubai-kai" (そくばいかい)                                          | 7 de noviembre de 2016  |
| 7    | "Primera memoria" "Hajimete no Omoide" (はじめての思い出)                                   | 14 de noviembre de 2016 |
| 8    | "¿No subestimes la depuración?" "Debaggu Nametara Dame da yo?" (デバッグなめたらダメだよ？) | 21 de noviembre de 2016 |
| 9    | "Aumento de habilidades, Parte 2" "Sukiru Appu Sono 2" (スキルアップその２)                 | 28 de noviembre de 2016 |
| 10   | "Maquinaria de precisión" "Seimitsu Kikai" (精密機械)                                       | 5 de diciembre de 2016  |
| 11   | "¿Tiene algún problema, joven mujer?" "Okomari Desu ka, Ojō-san" (お困りですかお嬢さん)     | 12 de diciembre de 2016 |
| 12   | "Regresar a la línea de partida" "Mō Ichido Sutāto Chiten" (もう一度スタート地点)           | 19 de diciembre de 2016 |